# Wyścig Solidarności i Olimpijczyków
La Wyścig Solidarności i Olimpijczyków, nome completo Międzynarodowy Wyścig Kolarski Solidarności i Olimpijczyków (it. Corsa Ciclistica Internazionale di Solidarność e degli Olimpionici), è una corsa a tappe maschile di ciclismo su strada che si svolge in Polonia ogni anno nel mese di luglio. Dal 2005 fa parte del calendario UCI Europe Tour come evento di classe 2.1.
Patrocinata dal Comitato olimpico polacco, venne creata nel 1990 e fino al 1995 rimase riservata ai dilettanti sotto la denominazione di Międzynarodowy Wyścig Solidarności (Corsa Internazionale di Solidarność). Dal 1996 al 1998 si chiamò Międzynarodowy Wyścig Kolarski Solidarności i Towarzystwa Olimpijczyków Polskich ("Corsa Ciclistica Internazionale di Solidarność e della Società degli Olimpionici Polacchi"); nel 1999 assunse infine la denominazione attuale.
Il polacco Tomasz Brożyna è il ciclista che si è aggiudicato più volte la corsa con quattro vittorie all'attivo (1992, 1996, 1998 e 1999). La città di Łódź ospitò la partenza della competizione in undici edizioni e l'arrivo in nove.

## Albo d'oro
Aggiornato all'edizione 2025
| Anno | Vincitore             | Secondo               | Terzo              |
| ---- | --------------------- | --------------------- | ------------------ |
| 1990 | Czesław Rajch         | Jerzy Sikora          | Zbigniew Rudyk     |
| 1991 | Tomasz Brożyna        | Dariusz Baranowski    | Kestutis Stakenas  |
| 1992 | Evgenij Berzin        | Dariusz Baranowski    | Marek Lesniewski   |
| 1993 | Dariusz Baranowski    | Piotr Wadecki         | Tomasz Brożyna     |
| 1994 | Raimondas Rumšas      | Dariusz Baranowski    | Steffen Blochwitz  |
| 1995 | Artur Krasinski       | Marek Wrona           | Jacek Bodyk        |
| 1996 | Tomasz Brożyna        | Marty Jemison         | Raimondas Rumšas   |
| 1997 | Piotr Wadecki         | Ludovic Auger         | Artur Krasinski    |
| 1998 | Tomasz Brożyna        | Romāns Vainšteins     | Gorazd Štangelj    |
| 1999 | Tomasz Brożyna        | Wojciech Pawlak       | Jörg Ludewig       |
| 2000 | Remigius Lupeikis     | Piotr Chmielewski     | Artur Krzeszowiec  |
| 2001 | Ondřej Sosenka        | Thomas Liese          | Piotr Przydzial    |
| 2002 | Radosław Romanik      | Zbigniew Piatek       | Slawomir Kohut     |
| 2003 | Oleg Žukov            | Slawomir Kohut        | Oleksandr Klymenko |
| 2004 | Bohdan Bondarjev      | Slawomir Kohut        | Peter Mazur        |
| 2005 | Piotr Wadecki         | Maurizio Varini       | František Raboň    |
| 2006 | Robert Radosz         | Marcin Sapa           | Łukasz Bodnar      |
| 2007 | Łukasz Bodnar         | Blazej Janiaczyk      | Gregor Gazvoda     |
| 2008 | Łukasz Bodnar         | Denys Kostjuk         | Blazej Janiaczyk   |
| 2009 | Artur Król            | Andrij Hrivko         | Radoslav Romanik   |
| 2010 | Jacek Morajko         | Pasquale Muto         | Stefan Schëfer     |
| 2011 | Marcin Sapa           | Oleksandr Šejdyk      | Roman Bronis       |
| 2012 | Mariusz Witecki       | Bartosz Huzarski      | Adam Pierzga       |
| 2013 | Vitalij Popkov        | Jiří Hudeček          | Stefan Schëfer     |
| 2014 | Kamil Zielinski       | Mirko Tedeschi        | Davide Ballerini   |
| 2015 | Johim Ariesen         | Paweł Franczak        | Vitalij Buc        |
| 2016 | Yauhen Sobal          | Tymur Maleev          | Jasper Hamelink    |
| 2017 | Mateusz Komar         | Paweł Cieślik         | Adam Stachowiak    |
| 2018 | Sylwester Janiszewski | Maciej Paterski       | Aaron Van Poucke   |
| 2019 | Norman Vahtra         | Patryk Stosz          | Jason Van Dalen    |
| 2020 | Stanisław Aniołkowski | Sylwester Janiszewski | Itamar Einhorn     |
| 2021 | Jan Bárta             | Jakub Ťoupalík        | Casper van Uden    |
| 2022 | Timo Kielich          | Tomasz Budzinski      | Matúš Štoček       |
| 2023 | Siim Kiskonen         | Max Kroonen           | Michał Pomorski    |
| 2024 | Tobiasz Pawlak        | Patryk Stosz          | Tim den Braber     |
| 2025 | Marceli Bogusławski   | Michał Pomorski       | Joppe Heremans     |